# Fu Su
Fu Su (扶苏; Fú Sū), död 210 f.Kr, var tronarvinge och äldsta son till Kinas första kejsare Qin Shi Huangdi.
När Qin Shi Huangdi avled 210 f.Kr förfalskade Qin Shi Huangdis chefsrådgivare Li Si tillsammans med den ledande eunucken Zhao Gao testamentet för att Fu Sus yngre bror Qin Er Shi skulle få makten. Fu Su arbetade vid tiden för kejsarens död med general Meng Tian vid den norra gränsbevakningen, och de båda blev beordrade att begå självmord, vilket Fu Su accepterade.
I en grav i anslutning till Qin Shi Huangdis mausoleum (nära Terrakottaarmén) har ett kranium med en skäkta i bakdelen hittats som tros tillhöra Fu Su.